# أوسكار فون سيدو
أوسكار فون سيدو (بالسويدية: Oscar von Sydow) (و. 1873 – 1936 م) هو سياسي سويدي، ولد في كالمار، توفي عن عمر يناهز 63 عاماً.

## مناصب
تولى منصب رئيس وزراء السويد (23 فبراير 1921–13 أكتوبر 1921).

## التعليم
تعلم في جامعة أوبسالا.

## جوائز
حصل على جوائز منها:
- وسام الوردة البيضاء لفلندا
- Grand Cross of the Order of the Dannebrog  [لغات أخرى]‏
- وسام جوقة الشرف من رتبة ضابط أكبر
- وسام النجم القطبي السويدي برتبة قائد الصليب الأكبر  [لغات أخرى]‏
- Order of Vasa [الإنجليزية]‏
- الدكتوراة الفخرية من جامعة غوتنبرغ
- وسام القديس أولاف من رتبة قائد بنجمة  [لغات أخرى]‏.